# Lista de prêmios e indicações recebidos por The Chicks
A lista a seguir é de prêmios, da banda country The Chicks dos Estados Unidos.

## Prêmios

### American Music Awards
- 2003: Favorite Country Band, Duo or Group
- 2003: Favorite Country Album - Home
- 2001: Favorite Country Band, Duo or Group

### Billboard Music Awards
- 2002: Country Duo/Group of the Year

### Country Music Association Awards
- 2002: Vocal Group of the Year
- 2000: Album of the Year - Fly
- 2000: Entertainer of the Year
- 2000: Vocal Group of the Year
- 2000: Music Video of the Year - "Goodbye Earl"
- 1999: Single of the Year - "Wide Open Spaces"
- 1999: Vocal Group of the Year
- 1999: Music Video of the Year - "Wide Open Spaces"
- 1998: Horizon Award
- 1998: Vocal Group of the Year

### Grammy Awards
| Ano  | Categoria                                                            | Gênero  | Título                   |
| ---- | -------------------------------------------------------------------- | ------- | ------------------------ |
| 1999 | Melhor álbum de música country                                       | Country | Wide Open Spaces         |
| 1999 | Melhor performance vocálica de música country por uma dupla ou grupo | Country | "There's Your Trouble"   |
| 2000 | Melhor álbum de música country                                       | Country | Fly                      |
| 2000 | Melhor performance vocálica de música country por uma dupla ou grupo | Country | "Ready to Run"           |
| 2003 | Melhor álbum de música country                                       | Country | Home                     |
| 2003 | Melhor performance vocálica de música country por uma dupla ou grupo | Country | "Long Time Gone"         |
| 2003 | Melhor performance instrumental de música country                    | Country | "Lil' Jack Slade"        |
| 2003 | Melhor direção de arte de um álbum                                   | Geral   | Home                     |
| 2005 | Melhor performance vocálica de música country por uma dupla ou grupo | Country | "Top Of The World"       |
| 2007 | Melhor álbum do ano                                                  | Geral   | Taking the Long Way      |
| 2007 | Melhor canção do ano                                                 | Geral   | "Not Ready to Make Nice" |
| 2007 | Melhor Gravação do ano                                               | Geral   | "Not Ready to Make Nice" |
| 2007 | Melhor álbum de música country                                       | Country | Taking the Long Way      |
| 2007 | Melhor performance vocálica de música country por uma dupla ou grupo | Country | "Not Ready to Make Nice" |

- Até 2007, o Dixie Chicks já recebeu quatorze prêmios Grammy, o que faz delas o grupo feminino com o maior número de prêmios.

### Juno Awards
- 2007: International Album of the Year - Taking the Long Way

### People's Choice Awards
- 2002: Favorite Musical Group or Band